# Acianthera
Acianthera là một chi thực vật có hoa trong họ Lan.

## Các loài
- Acianthera acuminatipetala (A.Samp.) Luer, Monogr. Syst. Bot. Missouri Bot. Gard. 95: 253. 2004
- Acianthera adamantinensis (Brade) F.Barros, Bradea 8(43): 294 (2002).
- Acianthera adiri (Brade) Pridgeon & M.W.Chase, Lindleyana 16(4): 241 (2001).
- Acianthera agathophylla (Rchb.f.) Pridgeon & M.W.Chase, Lindleyana 16(4): 241 (2001).
- Acianthera alborosea (Kraenzl.) Luer, Monogr. Syst. Bot. Missouri Bot. Gard. 95: 253. 2004
- Acianthera aphthosa (Lindley) Pridgeon & M.W.Chase, Lindleyana 16(4): 242 (2001).
- Acianthera aurantiolateritia (Speg.) Pridgeon & M.W.Chase, Lindleyana 16(4): 242 (2001).
- Acianthera aveniformis (Hoehne) C.N.Gonç. & Waechter, Hoehnea 31: 114 (2004).
- Acianthera bicarinata (Lindley) Pridgeon & M.W.Chase, Lindleyana 16(4): 242 (2001).
- Acianthera bicornuta (Barb.Rodr.) Pridgeon & M.W.Chase, Lindleyana 16(4): 242 (2001).
- Acianthera bidentula (Barb.Rodr.) Pridgeon & M.W.Chase, Lindleyana 16(4): 242 (2001).
- Acianthera binotii (Regel) Pridgeon & M.W.Chase, Lindleyana 16(4): 242 (2001).
- Acianthera bohnkiana Campacci & Baptista, (2004).
- Acianthera brachiloba (Hoehne) Pridgeon & M.W.Chase, Lindleyana 16(4): 242 (2001).
- Acianthera capanemae (Barb.Rodr.) Pridgeon & M.W.Chase, Lindleyana 16(4): 242 (2001).
- Acianthera caparaoensis (Brade) Pridgeon & M.W.Chase, Lindleyana 16(4): 242 (2001).
- Acianthera casapensis (Lindley) Pridgeon & M.W.Chase, Lindleyana 16(4): 242 (2001).
- Acianthera consimilis (Ames) Pridgeon & M.W.Chase, Lindleyana 16(4): 243 (2001).
- Acianthera crinita (Barb.Rodr.) Pridgeon & M.W.Chase, Lindleyana 16(4): 243 (2001).
- Acianthera cristata (Barb.Rodr.) Luer, Monogr. Syst. Bot. Missouri Bot. Gard. 95: 253. 2004
- Acianthera cryptophoranthoides (Loefgr.) F.Barros, Hoehnea 30(3): 185. 2003 [30 Dec. 2003]
- Acianthera discophylla (Luer & Carnevali) Luer, Monogr. Syst. Bot. Missouri Bot. Gard. 95: 253. 2004
- Acianthera duartei (Hoehne) Pridgeon & M.W.Chase, Lindleyana 16(4): 243 (2001).
- Acianthera exarticulata (Barb.Rodr.) Pridgeon & M.W.Chase, Lindleyana 16(4): 243 (2001).
- Acianthera fabiobarrosii (Borba & Semir) F.Barros & F.Pinheiro, Bradea 8(48): 329 (2002).
- Acianthera fockei (Lindley) Pridgeon & M.W.Chase, Lindleyana 16(4): 243 (2001).
- Acianthera glanduligera (Lindley) Luer, Monogr. Syst. Bot. Missouri Bot. Gard. 95: 253. 2004
- Acianthera glumacea (Lindley) Pridgeon & M.W.Chase, Lindleyana 16(4): 243 (2001).
- Acianthera gracilisepala (Brade) Luer, Monogr. Syst. Bot. Missouri Bot. Gard. 95: 253. 2004
- Acianthera guimaraensii (Brade) F.Barros, Bradea 8(43): 294 (2002).
- Acianthera heliconiscapa (Hoehne) F.Barros, Bradea 8(43): 294 (2002).
- Acianthera heringeri (Hoehne) F.Barros, Hoehnea 30(3): 185. 2003
- Acianthera hoffmannseggiana (Rchb.f.) F.Barros, Hoehnea 30(3): 186. 2003
- Acianthera hondurensis (Ames) Pridgeon & M.W. Chase
- Acianthera johannensis (Barb.Rodr.) Pridgeon & M.W.Chase, Lindleyana 16(4): 244 (2001).
- Acianthera klotzschiana (Rchb.f.) Pridgeon & M.W.Chase, Lindleyana 16(4): 244 (2001).
- Acianthera lanceana (G.Lodd.) Pridgeon & M.W.Chase, Lindleyana 16(4): 244 (2001).
- Acianthera leptotifolia (Barb.Rodr.) Pridgeon & M.W.Chase, Lindleyana 16(4): 244 (2001).
- Acianthera limae (Porto & Brade) Pridgeon & M.W.Chase, Lindleyana 16(4): 244 (2001).
- Acianthera luteola (Lindley) Pridgeon & M.W.Chase, Lindleyana 16(4): 244 (2001).
- Acianthera macropoda (Barb.Rodr.) Pridgeon & M.W.Chase, Lindleyana 16(4): 244 (2001).
- Acianthera macuconensis (Barb.Rodr.) F.Barros, Hoehnea 30(3): 186. 2003
- Acianthera magalhanesii (Pabst) F.Barros, Hoehnea 30(3): 186. 2003
- Acianthera malachantha (Rchb.f.) Pridgeon & M.W.Chase, Lindleyana 16(4): 244 (2001).
- Acianthera marumbyana (Garay) Luer, Monogr. Syst. Bot. Missouri Bot. Gard. 95: 254. 2004
- Acianthera melachila (Barb.Rodr.) Luer, Monogr. Syst. Bot. Missouri Bot. Gard. 95: 254. 2004
- Acianthera micrantha (Barb.Rodr.) Pridgeon & M.W.Chase, Lindleyana 16(4): 244 (2001).
- Acianthera miqueliana (H.Focke) Pridgeon & M.W.Chase, Lindleyana 16(4): 244 (2001).
- Acianthera modestissima (Rchb.f. & Warm.) Pridgeon & M.W.Chase, Lindleyana 16(4): 244 (2001).
- Acianthera murexoidea (Pabst) Pridgeon & M.W.Chase, Lindleyana 16(4): 245 (2001).
- Acianthera muscicola (Barb.Rodr.) Pridgeon & M.W.Chase, Lindleyana 16(4): 245 (2001).
- Acianthera nemorosa (Barb.Rodr.) F.Barros, Hoehnea 30(3): 186. 2003
- Acianthera ochreata (Lindley) Pridgeon & M.W.Chase, Lindleyana 16(4): 245 (2001).
- Acianthera oligantha (Barb.Rodr.) F.Barros, Hoehnea 30(3): 186. 2003
- Acianthera panduripetala (Barb.Rodr.) Pridgeon & M.W.Chase, Lindleyana 16(4): 245 (2001).
- Acianthera papillosa (Lindley) Pridgeon & M.W.Chase, Lindleyana 16(4): 245 (2001).
- Acianthera parahybunensis (Barb.Rodr.) Luer, Monogr. Syst. Bot. Missouri Bot. Gard. 95: 254. 2004
- Acianthera pardipes (Rchb.f.) Pridgeon & M.W.Chase, Lindleyana 16(4): 245 (2001).
- Acianthera pavimentata (Rchb.f.) Pridgeon & M.W.Chase, Lindleyana 16(4): 245 (2001).
- Acianthera pectinata (Lindley) Pridgeon & M.W.Chase, Lindleyana 16(4): 245 (2001).
- Acianthera prolifera (Herb. ex Lindley) Pridgeon & M.W.Chase, Lindleyana 16(4): 245 (2001).
- Acianthera pubescens (Lindley) Pridgeon & M.W.Chase, Lindleyana 16(4): 245 (2001).
- Acianthera ramosa (Barb.Rodr.) F.Barros, Hoehnea 30(3): 186. 2003
- Acianthera recurva (Lindley) Pridgeon & M.W.Chase, Lindleyana 16(4): 246 (2001).
- Acianthera renipetala (Barb.Rodr.) Luer, Monogr. Syst. Bot. Missouri Bot. Gard. 95: 254. 2004
- Acianthera rodriguesii (Cogn.) Pridgeon & M.W.Chase, Lindleyana 16(4): 246 (2001).
- Acianthera rostellata (Barb.Rodr.) Luer, Monogr. Syst. Bot. Missouri Bot. Gard. 95: 254. 2004
- Acianthera saundersiana (Rchb.f.) Pridgeon & M.W.Chase, Lindleyana 16(4): 246 (2001).
- Acianthera saurocephala (G.Lodd.) Pridgeon & M.W.Chase, Lindleyana 16(4): 246 (2001).
- Acianthera serpentula (Barb.Rodr.) F.Barros, Hoehnea 30(3): 187. 2003
- Acianthera serrulatipetala (Barb.Rodr.) Pridgeon & M.W.Chase, Lindleyana 16(4): 246 (2001).
- Acianthera silvae (Luer & Toscano) Luer, Monogr. Syst. Bot. Missouri Bot. Gard. 95: 254. 2004
- Acianthera sonderiana (Rchb.f.) Pridgeon & M.W.Chase, Lindleyana 16(4): 246 (2001).
- Acianthera spilantha (Babr.Rodr.) Luer, Monogr. Syst. Bot. Missouri Bot. Gard. 112: 120 (2007).
- Acianthera strupifolia (Lindley) Pridgeon & M.W.Chase, Lindleyana 16(4): 246 (2001).
- Acianthera teres (Lindley) Luer, Monogr. Syst. Bot. Missouri Bot. Gard. 95: 254. 2004
- Acianthera translucida (Barb.Rodr.) Luer, Monogr. Syst. Bot. Missouri Bot. Gard. 95: 254. 2004
- Acianthera tricarinata (Poepp. & Endl.) Pridgeon & M.W.Chase, Lindleyana 16(4): 246 (2001).
- Acianthera tristis (Barb.Rodr.) Pridgeon & M.W.Chase, Lindleyana 16(4): 246 (2001).
- Acianthera violaceomaculata (Hoehne) Pridgeon & M.W.Chase, Lindleyana 16(4): 246 (2001).
- Acianthera wageneriana (Klotzsch) Pridgeon & M.W.Chase, Lindleyana 16(4): 247 (2001).
- Acianthera welsiae-windischiae (Pabst) Pridgeon & M.W.Chase, Lindleyana 16(4): 247 (2001).
- Acianthera yauaperyensis (Barb.Rodr.) Pridgeon & M.W.Chase, Lindleyana 16(4): 247 (2001).

## Hình ảnh

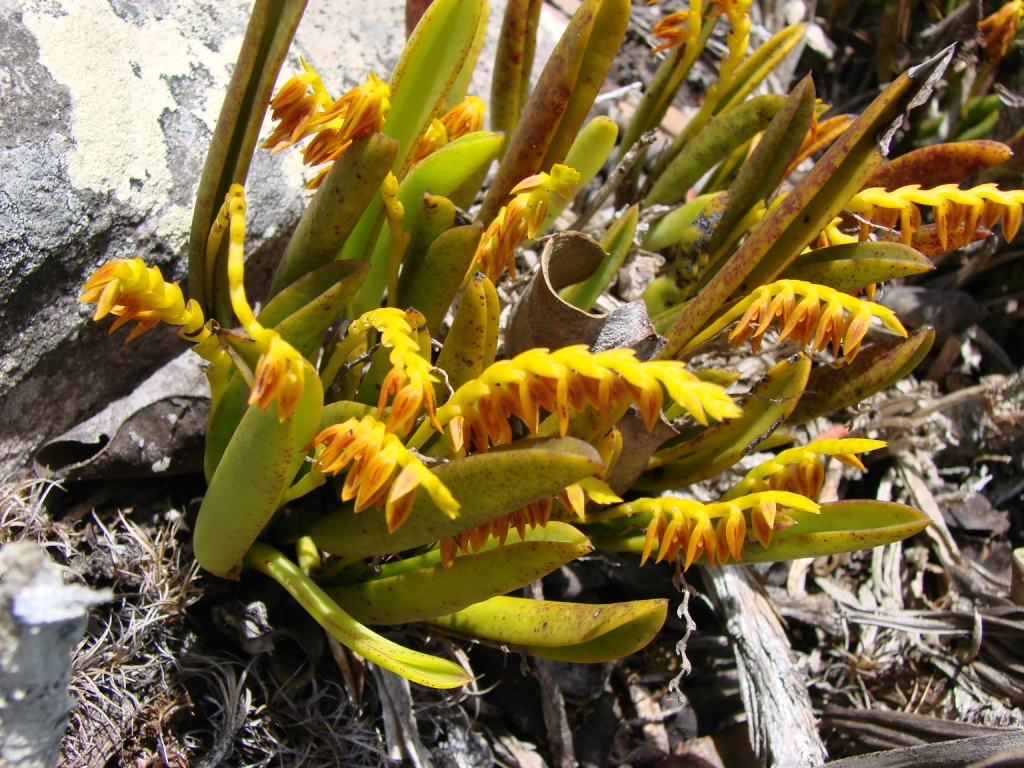
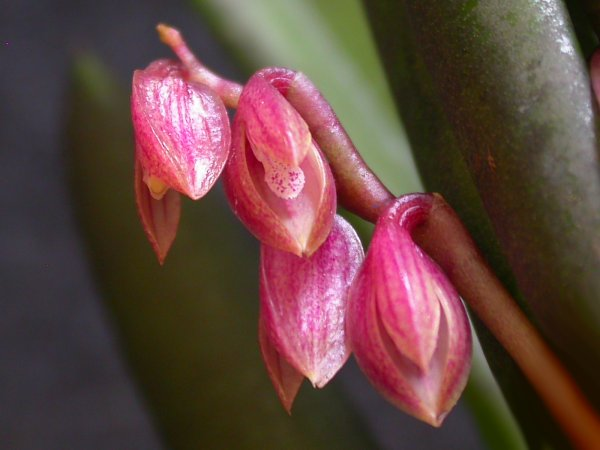
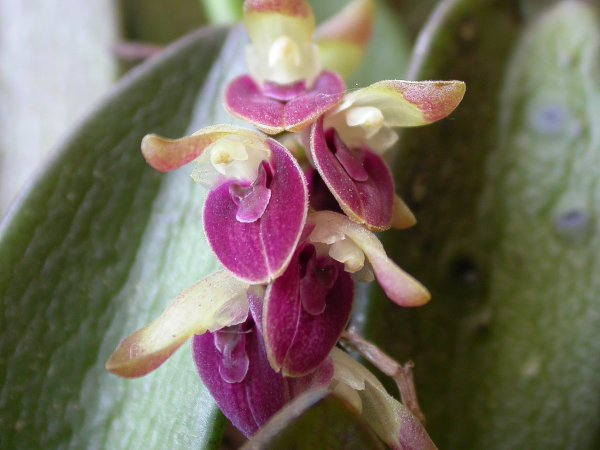